# Hideomi Yamamoto
Hideomi Yamamoto (山本 英臣 Yamamoto Hideomi?, Chiba, 26 de junio de 1980) es un futbolista japonés que juega como defensa en el Ventforet Kofu.

## Trayectoria

### Clubes
| Club                | País  | Año       |
| ------------------- | ----- | --------- |
| JEF United Ichihara | Japón | 1999-2002 |
| Ventforet Kofu      | Japón | 2003-     |

## Estadística de carrera

### J. League
| Club                | Año   | J. League | J. League | Copa J. League | Copa J. League | Total | Total |
| Club                | Año   | Part.     | Goles     | Part.          | Goles          | Part. | Goles |
| ------------------- | ----- | --------- | --------- | -------------- | -------------- | ----- | ----- |
| JEF United Ichihara | 1999  | 0         | 0         | 0              | 0              | 0     | 0     |
| JEF United Ichihara | 2000  | 0         | 0         | 0              | 0              | 0     | 0     |
| JEF United Ichihara | 2001  | 4         | 0         | 4              | 0              | 8     | 0     |
| JEF United Ichihara | 2002  | 0         | 0         | 2              | 0              | 2     | 0     |
| Ventforet Kofu      | 2003  | 34        | 3         | -              | -              | 34    | 3     |
| Ventforet Kofu      | 2004  | 18        | 1         | -              | -              | 18    | 1     |
| Ventforet Kofu      | 2005  | 20        | 0         | -              | -              | 20    | 0     |
| Ventforet Kofu      | 2006  | 32        | 0         | 4              | 0              | 36    | 0     |
| Ventforet Kofu      | 2007  | 29        | 0         | 8              | 0              | 37    | 0     |
| Ventforet Kofu      | 2008  | 39        | 0         | -              | -              | 39    | 0     |
| Ventforet Kofu      | 2009  | 48        | 1         | -              | -              | 48    | 1     |
| Ventforet Kofu      | 2010  | 28        | 2         | -              | -              | 28    | 2     |
| Ventforet Kofu      | 2011  | 30        | 0         | 1              | 0              | 31    | 0     |
| Ventforet Kofu      | 2012  | 40        | 2         | -              | -              | 40    | 2     |
| Ventforet Kofu      | 2013  | 29        | 0         | 1              | 0              | 30    | 0     |
| Ventforet Kofu      | 2014  | 33        | 3         | 4              | 0              | 37    | 3     |
| Ventforet Kofu      | 2015  | 28        | 0         | 2              | 0              | 30    | 0     |
| Ventforet Kofu      | 2016  | 24        | 1         | 1              | 0              | 25    | 1     |
| Ventforet Kofu      | 2017  | 14        | 0         | 0              | 0              | 14    | 0     |
| Total               | Total | 450       | 13        | 27             | 0              | 477   | 13    |

## Palmarés

### Títulos nacionales
| Título             | Club           | País  | Año  |
| ------------------ | -------------- | ----- | ---- |
| Copa del Emperador | Ventforet Kofu | Japón | 2022 |